# Berdeniella carinthiaca
Berdeniella carinthiaca är en tvåvingeart som beskrevs av Wagner 1977. Berdeniella carinthiaca ingår i släktet Berdeniella och familjen fjärilsmyggor. Inga underarter finns listade i Catalogue of Life.